# District de Charleville
Le district de Charleville est une ancienne division territoriale française du département des Ardennes de 1790 à 1795.
Il était composé des cantons de Charleville, Flize, Jandun, Mézières, Monthermé, Neufmanil, Omont, Remilly, Renwez, Signy et Thilay.